# Waikato Pistons
I Waikato Pistons sono una società cestistica avente sede a Hamilton, in Nuova Zelanda. Fondati nel 1991 come Waikato Warriors, nel 2001 cambiarono nome in Waikato Titans, per assumere nel 2006 la denominazione attuale.
Giocano nella National Basketball League.
Disputano le partite interne nella Claudelands Events Centre.

## Palmarès
- National Basketball League: 4

2001, 2002, 2008, 2009